# Société des avions Marcel Dassault
Cet article court présente un sujet plus développé dans : Dassault Aviation.
La société des avions Marcel Dassault (initialement Société anonyme des avions Marcel Bloch) est un constructeur aéronautique français fondé le 12 décembre 1936 par Marcel Bloch.

## Historique
Au cours de l'année 1936, le Front populaire nationalise les entreprises aéronautiques. La précédente société des avions Marcel Bloch ainsi que ses installations de Villacoublay, Courbevoie et Châteauroux, se retrouvent intégrées au sein de la Société nationale des constructions aéronautiques du sud-ouest (SNCASO).
Disposant librement de son bureau d'études, Marcel Bloch crée ainsi la « Société anonyme des avions Marcel Bloch (SAAMB) » en regroupant ses moyens dans le but de concevoir et réaliser des prototypes qui seront fabriqués par les sociétés nationalisées. Mais l'indépendance ne dure pas. Le 17 février 1937, le ministère de l'Air intègre le bureau d'étude à la SNCASO.
Marcel Bloch ne pouvant plus construire d'avions, se lance alors dans la fabrication de moteurs puis d'hélices et fait construire une usine à Saint-Cloud en 1938, une autre à Thiers et fonde Bordeaux-Aéronautique, le 17 octobre 1939.
À la sortie de la guerre en avril 1945, Marcel Bloch intègre à la SAAMB les usines de Saint-Cloud, Boulogne et Talence. Le 10 novembre 1945, les actionnaires l'adaptent à son nouveau fonctionnement en la transformant en une Société à responsabilité limitée qui s'appelle « Société des Avions Marcel Bloch ». Il crée des filiales pour faciliter la gestion de la société : le 6 décembre 1945, l'usine de Saint-Cloud devient la « Société des Moteurs et Hélices Marcel Bloch » qui est renommée le 12 décembre 1945, « Saint-Cloud Avions Marcel Bloch ». Le même jour, sont constituées les sociétés Boulogne Avions Marcel Bloch à Boulogne-Billancourt et Talence Avions Marcel Bloch à Talence, qui deviennent la Générale Aéronautique Marcel Dassault en 1947.
Le 27 juin 1967, à la demande de l'État, la Société rachète Breguet Aviation qui garde son individualité juridique, technique, industrielle et commerciale. Son bureau d'études travaille avec celui de Dassault mais il conserve son homogénéité. À compter du 1er avril 1971, les deux sociétés se rapprochent aboutissant à une fusion. Elle est approuvée le 14 décembre 1971 (avec effet rétroactif au 1er janvier 1971). La raison sociale est aussi modifiée en Avions Marcel Dassault-Breguet Aviation (AMD-BA).

## Avions construits par Bloch/Dassault

### Militaire
Achevé au sein de la SCNASO
- MB.170 & MB.176, 1938
- MB.462, c.1938
- MB.500, 1938
- MB.690, c.1938
- MB.730, c.1938
- MB.135, 1939
- MB.480, 1939
- MB.162, 1940
- MB.700, 1941

Achevé au sein de la société Bloch/Dassault
- MB.800, 1947
- MD 315 Flamant, 1947
- MD 450 Ouragan, 1951
- MD 452 Mystère II, 1951
- MD 453, 1952
- MD 454 Mystère IV, 1952
- MD 550 Mystère Delta, 1955
- Super Mystère B1, 1955
- Super Mystère B2, 1956
- Mirage III, 1956
- Étendard II, 1956
- Étendard IV, 1956
- MD 410 Spirale, 1960
- Mirage IV, 1960
- Balzac V001, 1962
- Mirage F1, 1966
- Mirage 5, 1967
- Mirage G, 1967
- Milan, 1968

### Civil
- MD 80, 1950
- Mystère-Falcon 20, 1963
- MD 320, 1968
- Falcon 10, 1970